# Pianello Val Tidone
Pianello Val Tidone é uma comuna italiana da região da Emília-Romanha, província de Piacenza, com cerca de 2.207 habitantes. Estende-se por uma área de 36 km², tendo uma densidade populacional de 61 hab/km². Faz fronteira com Agazzano, Borgonovo Val Tidone, Nibbiano, Pecorara, Piozzano.

## Demografia
| Variação demográfica do município entre 1861 e 2011                               |
|                                                                                   |
| Fonte: Istituto Nazionale di Statistica (ISTAT) - Elaboração gráfica da Wikipedia |